# Ewa Kopacz
Ewa Bożena Kopacz (Skaryszew, 3 dicembre 1956) è una politica e pediatra polacca, primo ministro della Polonia dal 22 settembre 2014 al 16 novembre 2015. Dal 3 luglio 2019 è Vicepresidente del Parlamento Europeo.

## Biografia
Il 15 settembre 2014 il Presidente della Polonia Bronisław Komorowski le aveva conferito l'incarico di formare un nuovo governo per sostituire Donald Tusk, nominato Presidente del Consiglio europeo. È stata la seconda donna a diventare primo ministro nel suo paese, 21 anni dopo Hanna Suchocka. Il suo incarico è finito il 16 novembre 2015, quando Beata Szydlo è diventata primo ministro al suo posto.
Precedentemente è stata Maresciallo del Sejm dall'8 novembre 2011 fino al suo insediamento come capo dell'esecutivo.